# Sympherobius subcostalis
Sympherobius subcostalis är en insektsart som beskrevs av Monserrat 1990. Sympherobius subcostalis ingår i släktet Sympherobius och familjen florsländor. Inga underarter finns listade i Catalogue of Life.